# Ginástica nos Jogos Olímpicos de Verão de 2008
As competições de ginástica nos Jogos Olímpicos de Verão de 2008 foram disputadas entre 9 e 24 de agosto de 2008 em Pequim, na China. A ginástica nas Olimpíadas é disputada em três modalidades: ginástica artística, ginástica rítmica e ginástica de trampolim. Os eventos de ginástica artística e ginástica de trampolim foram realizados no Estádio Nacional Indoor e a ginástica rítmica foi realizada no Ginásio da Universidade de Tecnologia de Pequim.

## Calendário
| Agosto                 | 6 | 7 | 8 | 9 | 10 | 11 | 12 | 13 | 14 | 15 | 16 | 17 | 18 | 19 | 20 | 21 | 22 | 23 | 24 |
| ---------------------- | - | - | - | - | -- | -- | -- | -- | -- | -- | -- | -- | -- | -- | -- | -- | -- | -- | -- |
| Ginástica artística    |   |   |   |   |    |    | 1  | 1  | 1  | 1  |    | 4  | 3  | 3  |    |    |    |    |    |
| Ginástica rítmica      |   |   |   |   |    |    |    |    |    |    |    |    |    |    |    |    |    | 1  | 1  |
| Ginástica de trampolim |   |   |   |   |    |    |    |    |    |    |    |    | 1  | 1  |    |    |    |    |    |

|  | Dia de competição |  | Dia de final |

## Eventos
Ginástica artística

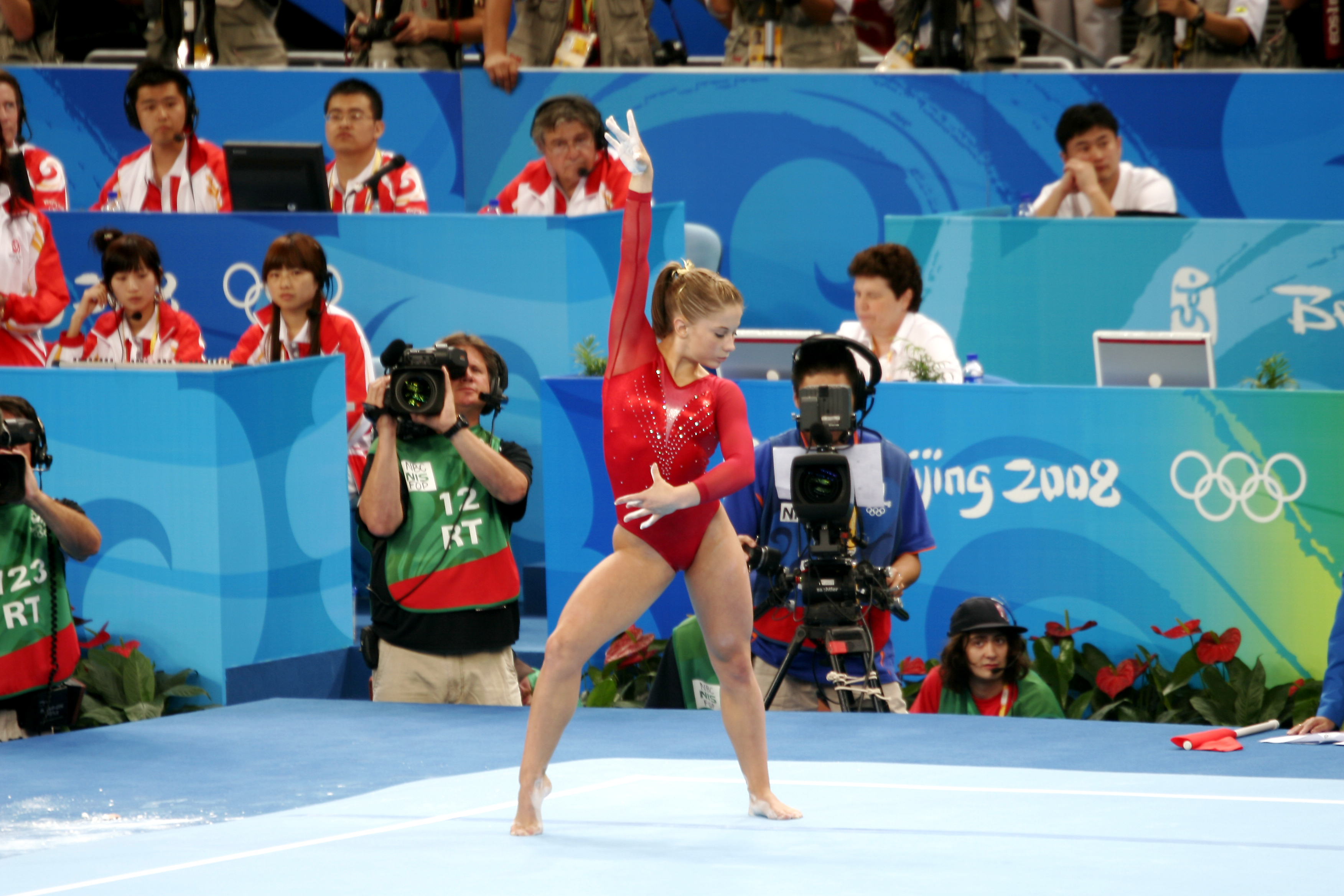
Shawn Johnson, dos Estados Unidos, durante uma apresentação de solo nos Jogos.

Quatorze conjuntos de medalhas foram concedidas nos seguintes eventos:
- Individual geral masculino
- Equipes masculino
- Solo masculino
- Barra fixa
- Barras paralelas
- Cavalo com alças
- Argolas
- Salto sobre a mesa masculino
- Individual geral feminino
- Equipes feminino
- Trave
- Solo feminino
- Barras assimétricas
- Salto sobre a mesa feminino

Ginástica rítmica
Dois conjuntos de medalhas foram concedidas nos seguintes eventos:
- Individual geral
- Grupos

Ginástica de trampolim
Dois conjuntos de medalhas foram concedidas nos seguintes eventos:
- Individual masculino
- Individual feminino

## Medalhistas

### Artística
Masculino
| Evento                    | Ouro                                                                 | Prata                                                                                                 | Bronze                                                                                                 |
| ------------------------- | -------------------------------------------------------------------- | --- | --- |
| Equipes detalhes          | Huang Xu Chen Yibing Li Xiaopeng Xiao Qin Yang Wei Zou Kai CHN China | Hiroyuki Tomita Takehiro Kashima Koki Sakamoto Makoto Okiguchi Kohei Uchimura Takuya Nakase JPN Japão | Raj Bhavsar Joe Hagerty Jonathan Horton Justin Spring Kai Wen Tan Alexander Artemev USA Estados Unidos |
| Individual geral detalhes | Yang Wei CHN China                                                   | Kohei Uchimura JPN Japão                                                                              | Benoît Caranobe FRA França                                                                             |
| Salto detalhes            | Leszek Blanik POL Polônia                                            | Thomas Bouhail FRA França                                                                             | Anton Golotsutskov RUS Rússia                                                                          |
| Solo detalhes             | Zou Kai CHN China                                                    | Gervasio Deferr ESP Espanha                                                                           | Anton Golotsutskov RUS Rússia                                                                          |
| Cavalo com alças detalhes | Xiao Qin CHN China                                                   | Filip Ude CRO Croácia                                                                                 | Louis Smith GBR Grã-Bretanha                                                                           |
| Barras paralelas detalhes | Li Xiaopeng CHN China                                                | Yoo Won-chul KOR Coreia do Sul                                                                        | Anton Fokin UZB Uzbequistão                                                                            |
| Argolas detalhes          | Chen Yibing CHN China                                                | Yang Wei CHN China                                                                                    | Oleksandr Vorobiov UKR Ucrânia                                                                         |
| Barra fixa detalhes       | Zou Kai CHN China                                                    | Jonathan Horton USA Estados Unidos                                                                    | Fabian Hambüchen GER Alemanha                                                                          |

Feminino
| Evento                       | Ouro                                                                         | Prata | Bronze |
| ---------------------------- | ---------------------------------------------------------------------------- | --- | --- |
| Equipes detalhes             | Yang Yilin Cheng Fei Jiang Yuyuan Deng Linlin He Kexin Li Shanshan CHN China | Shawn Johnson Nastia Liukin Chellsie Memmel Samantha Peszek Alicia Sacramone Bridget Sloan USA Estados Unidos | Andreea Acatrinei Gabriela Drăgoi Andreea Grigore Sandra Izbaşa Steliana Nistor Anamaria Tămârjan ROU Romênia |
| Individual geral detalhes    | Nastia Liukin USA Estados Unidos                                             | Shawn Johnson USA Estados Unidos                                                                              | Yang Yilin CHN China                                                                                          |
| Salto detalhes               | Hong Un-jong PRK Coreia do Norte                                             | Oksana Chusovitina GER Alemanha                                                                               | Cheng Fei CHN China                                                                                           |
| Solo detalhes                | Sandra Izbaşa ROU Romênia                                                    | Shawn Johnson USA Estados Unidos                                                                              | Nastia Liukin USA Estados Unidos                                                                              |
| Trave detalhes               | Shawn Johnson USA Estados Unidos                                             | Nastia Liukin USA Estados Unidos                                                                              | Cheng Fei CHN China                                                                                           |
| Barras assimétricas detalhes | He Kexin CHN China                                                           | Nastia Liukin USA Estados Unidos                                                                              | Yang Yilin CHN China                                                                                          |

### Rítmica
| Evento                    | Ouro | Prata                                                                         | Bronze |
| ------------------------- | --- | ----------------------------------------------------------------------------- | --- |
| Grupos detalhes           | Margarita Aliychuk Anna Gavrilenko Tatiana Gorbunova Elena Posevina Darya Shkurihina Natalia Zueva RUS Rússia | Cai Tongtong Chou Tao Lu Yuanyang Sui Jianshuang Sun Dan Zhang Shuo CHN China | Olesya Babushkina Anastasia Ivankova Ksenia Sankovich Zinaida Lunina Glafira Martinovich Alina Tumilovich BLR Bielorrússia |
| Individual geral detalhes | Evgeniya Kanaeva RUS Rússia                                                                                   | Inna Zhukova BLR Bielorrússia                                                 | Anna Bessonova UKR Ucrânia                                                                                                 |

### Trampolim
| Evento             | Ouro                  | Prata                     | Bronze                           |
| ------------------ | --------------------- | ------------------------- | -------------------------------- |
| Masculino detalhes | Lu Chunlong CHN China | Jason Burnett CAN Canadá  | Dong Dong CHN China              |
| Feminino detalhes  | He Wenna CHN China    | Karen Cockburn CAN Canadá | Ekaterina Khilko UZB Uzbequistão |

## Quadro de medalhas
| Ordem | País                | Medalha de ouro | Medalha de prata | Medalha de bronze |    | Ordem por total |
| ----- | ------------------- | --------------- | ---------------- | ----------------- | -- | --------------- |
| 1     | CHN China           | 11              | 2                | 5                 | 18 | 1               |
| 2     | USA Estados Unidos  | 2               | 7                | 2                 | 11 | 2               |
| 3     | RUS Rússia          | 2               |                  | 2                 | 4  | 3               |
| 4     | ROU Romênia         | 1               |                  | 1                 | 2  | 4               |
| 5     | PRK Coreia do Norte | 1               |                  |                   | 1  | 12              |
| 5     | POL Polônia         | 1               |                  |                   | 1  | 12              |
| 7     | CAN Canadá          |                 | 2                |                   | 2  | 4               |
| 7     | JPN Japão           |                 | 2                |                   | 2  | 4               |
| 9     | GER Alemanha        |                 | 1                | 1                 | 2  | 4               |
| 9     | BLR Bielorrússia    |                 | 1                | 1                 | 2  | 4               |
| 9     | FRA França          |                 | 1                | 1                 | 2  | 4               |
| 12    | KOR Coreia do Sul   |                 | 1                |                   | 1  | 12              |
| 12    | CRO Croácia         |                 | 1                |                   | 1  | 12              |
| 12    | ESP Espanha         |                 | 1                |                   | 1  | 12              |
| 15    | UKR Ucrânia         |                 |                  | 2                 | 2  | 4               |
| 15    | UZB Uzbequistão     |                 |                  | 2                 | 2  | 4               |
| 17    | GBR Grã-Bretanha    |                 |                  | 1                 | 1  | 12              |
| TOTAL | TOTAL               | 18              | 18               | 18                | 54 | —               |